# Subdivision de la Russie
La Russie est une république fédérale, il est également le plus vaste pays du monde où vivent plus d'une centaine de nationalités reconnues. L'administration du pays  repose sur un découpage comportant plusieurs niveaux de subdivisions dont les deux premiers sont les sujets fédéraux (division politique et administrative) et les raïons (division administrative). Il existe différents types de sujets fédéraux (notamment oblasts, républiques, villes d'importance fédérale, districts autonomes) qui se différencient par leur degré d'autonomie et leur administration et qui reflètent la diversité des populations et de leur histoire. Au niveau local on trouve par ordre décroissant de population, les villes qui obtiennent ce statut du pouvoir central, les  communes urbaines, et les communes rurales.

## Sujets de la fédération de Russie
- 24 républiques
- 9 kraïs
- 48 oblasts
- 3 villes d'importance fédérale
- 1 oblast autonome
- 4 districts autonomes

24 républiques
9 kraïs
48 oblasts
3 villes d'importance fédérale
1 oblast autonome
4 districts autonomes
- les territoires en hachurés sont des territoires ukrainiens contestés par la Russie

La Russie est une fédération constituée de 89 sujets égaux en droits, c’est-à-dire ayant les mêmes droits dans leurs rapports  avec les organes fédéraux du pouvoir central d'État. Chacun d'entre eux, quelle que soit la taille de sa population, est représenté par deux délégués chacun au Conseil de la fédération qui est la chambre haute du parlement russe (la chambre basse étant la Douma). Chaque sujet dispose d'une assemblée élue qui dispose d'une certaine autonomie sur le plan législatif. Leur superficie moyenne est de 190 000 km² et la population moyenne est de 1,7 million d'habitants
Il existe six catégories différentes de sujets de la fédération de Russie : 
- les 48 oblasts (régions) regroupent les territoires qui ne possèdent pas de constitution. Les oblasts de Zaporijjia et de Kherson, quant à eux, sont des Oblasts ukrainiens contestés à la Russie selon le droit international, et sont partiellement conquis au cours de la guerre russo-ukrainienne[2].
- les 9 kraïs (territoires, confins, marches[3]) ne possèdent pas non plus de constitution, ils se situent aux marges méridionales de la Russie ou en Sibérie.
- les 24 républiques (majoritairement des anciennes républiques autonomes soviétiques) sont des régions qui disposent d'une constitution et jouissent à ce titre de plus d'autonomie que les oblasts ou les kraïs. La majorité de la population est généralement (mais pas toujours) d'ethnie non russe. Le Tatarstan est par exemple habité par une majorité faible et récente de Tatars. Seules 21 républiques sont reconnues par la communauté internationale, les république de Crimée, de Lougansk et de Donetsk sont des territoires ukrainiens (République autonome de Crimée, oblast de Louhansk et oblast de Donetsk) au sens du droit international tant qu'un traité de cession ne sera pas signé par l'Ukraine[4],[2].
- les 3 villes d'importance fédérale (Moscou, Saint-Pétersbourg et Sébastopol) sont des sujets fédéraux à part entière. Sébastopol est juridiquement une ville ukrainienne occupée au sens du droit international[4].
- les 4 districts autonomes (okrougs) ont été constitués sur une base ethnique mais sont placés sous l'autorité d'un autre sujet fédéral.
- l'unique Oblast autonome juif dispose d'un statut à part.

La superficie et la population des sujets fédéraux varient considérablement, depuis la ville fédérale de Moscou (1 091 km2, 12 622 000 habitants) jusqu'à la république de Sakha (3 103 200 km2) ou le district autonome de Nénetsie avec 41 546 habitants seulement.

### Divisions administratives

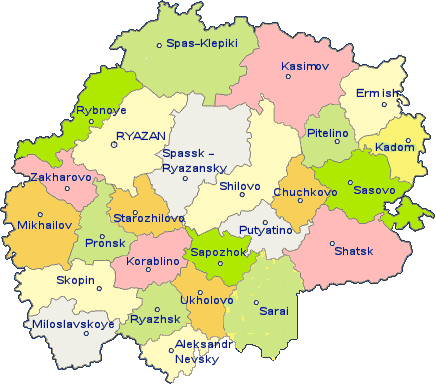
Les 25 raïons de l'oblast de Riazan (39600 km², 1,13 million d'habitants). L'oblast comprend 12 villes dont 4 hors raïons et 26 communes urbaines.

Chaque sujet fédéral est subdivisé en raïons, qui peuvent être comparés aux arrondissements français  et qui jouent un rôle important dans l'organisation administrative du territoire. Leur superficie, très variable, dépend de la densité de la population et peut atteindre plus de 100 000 km² dans les régions les moins denses. Le plus grand est le raïon dolgano-nénètse de Taïmyr d'une superficie de 879 929 km2 et le plus petit le raïon de Iemanjelinsk avec ses 129 km². Les raïons varient aussi fortement en population, avec celui de Vsevolojsk et ses 473 514 habitants, contre seulement 671 habitants pour le raïon des Aléoutiennes.
Un raïon peut être à la fois une division administrative mais aussi municipale dans certains cas (ex : raïon de Iagodnoïe).
Le territoire de chaque sujet est composé par taille décroissante de population  de villes, de  communes urbaines et de communes rurales :
- Le statut de ville (en russe gorod) est octroyé par le pouvoir central lorsque la population atteint une certaine taille. Toutefois ce critère est loin d'être fixe. Certaines villes ont à peine plus de 1 000 habitants alors que des agglomérations de plus de 20 000 habitants n'ont pas le statut de ville, comme Verkhoïansk, la plus petite ville de Russie avec 828 habitants en 2022. Une majorité de villes (55 % en 2000), qui sont dites hors raïon, ne sont pas rattachées à un raïon mais disposent des services administratifs normalement à la charge de ceux-ci. Vers 2000 il y avait environ 1 100 villes   en Russie. L'autorité des villes hors raïons peut s'étendre à d'autres communes (villes, communes urbaines ou communes rurales) qui sont également hors raïons. Cet ensemble constitue le territoire municipal (ou agglomération). Sa superficie peut être considérable, proche de celle d'un raïon.
- La commune urbaine est une subdivision territoriale et administrative intermédiaire, par ses caractéristiques et par son statut, entre la ville  et la commune rurale. De taille variable elle  peut aussi bien compter quelques centaines d'habitants que dépasser les 10 000 habitants. Ce statut est acquis lorsque la croissance de la population le justifie. Il peut être perdu si la population diminue ou lors d'une réorganisation administrative. Il y avait 1 875 communes urbaines en 2000.
- Les établissements ruraux constituent les moins peuplées des subdivisions. Elles peuvent regrouper plusieurs lieux habités (villages ou hameaux). La Russie comptait en 2000 environ 25 000 communes rurales.

Les statistiques officielles décomptent les habitants des villes et des communes urbaines en tant qu'urbains et  les habitants  des communes rurales comme des ruraux.

## Subdivisions de villes, d'agglomérations et de communes urbaines
[pas clair]
Il existe des divisions administratives de niveau supérieur et d'autres de niveau inférieur. Pour Moscou, c'est l'administration okroug ; pour Saint-Pétersbourg, c'est la municipalité okroug. Ces divisions administratives sont semblables aux arrondissements. Pour les autres types de divisions administratives, on distingue les divisions d'agglomération et les divisions urbaines.
Les divisions d'agglomération  comprennent  les selsoviets russe : сельсовет(ы) aussi nommés « conseils ruraux », des villes et des zones  urbaines/rurales de peuplement sous la juridiction du district, un district de ville  et un district de zone de peuplement urbain. Les division urbaines (En russe : городской округ) désignent un type d'unité municipale, une zone d'habitation urbaine non-incorporée dans un district municipal.

## Autres subdivisions
D'autres subdivisions non administratives existent également : 
- Pour permettre un suivi opérationnel par le pouvoir fédéral un représentant est désigné par le président de la fédération de Russie pour chacun des huit  districts fédéraux. Chaque district fédéral regroupe plusieurs sujets fédéraux. Ce représentant  n'a aucun pouvoir constitutionnel. Ce poste a été créé par le président russe Vladimir Poutine en 2000.
- Pour  les rapports économiques et statistiques, les sujets fédéraux sont  regroupés en douze régions économiques.
- Les forces militaires russes sont réparties sur le territoire depuis 2014 dans  cinq districts militaires. Chaque district dispose d'un état-major et assure la formation de ses troupes.
- 10 districts d'arbitrage judiciaire ;
- 10 régions géographiques ;
- La Russie est dans la littérature parfois subdivisée en 8 régions naturelles ou pays de géographie physique ;
- Les 225 circonscriptions législatives russes pour élire une partie des députés de la Douma d'État.

Autres subdivisions de la Russie
Districts militaires en 2019
Districts fédéraux
Régions économiques

## Territoires illégalement annexés

ONU, Vote sur le statut des territoires annexés :
Annexion autorisée
Abstention
N'a pas participé au vote
A condamné l'annexion.

Selon les traités internationaux, les oblasts ukrainiens de Donetsk, Louhansk, Zaporijjia et Kherson, ainsi que la république autonome de Crimée et la ville de Sébastopol n'appartiennent pas à la fédération de Russie : ils sont partiellement occupés militairement et illégalement par l'armée russe, et ont été annexés par décret unilatéral russe à la suite de référendums illégaux organisés par l'occupant militaire dans ces régions,,.
En mars 2014, lors d'un vote aux Nations unies, 100 États membres sur 193 (à l'exception de l'Arménie, de la Biélorussie, de la Bolivie, de Cuba, de la Corée du Nord, du Nicaragua, de la Russie, du Soudan, de la Syrie, du Venezuela et du Zimbabwe) n'ont pas reconnu l'annexion de la Crimée par la Russie (voir la résolution 68/262 de l'Assemblée générale des Nations unies).
L'ONU, par la voix de son sous-secrétaire général aux affaires politiques, rejette le référendum : « Les actions unilatérales visaient à donner un vernis de légitimité à la tentative d'acquisition par la force par un État du territoire d'un autre État, tout en prétendant représenter la volonté du peuple, ne peut être considérée comme légale au regard du droit international ».

## Traduction des termes
Ce tableau ci-dessous regroupe la plupart des termes employés pour les subdivisions russes, en français et en russe (cyrillique et transcription française). Pour les termes russes, le singulier est indiqué au-dessus du pluriel. Pour certains, il existe plusieurs termes utilisés en français selon les auteurs.
| Termes français                                                | Terme russe                                     | Transcription                                       |
| -------------------------------------------------------------- | ----------------------------------------------- | --------------------------------------------------- |
| District (ou raïon)                                            | Район Районы                                    | Raïon Raïony                                        |
| District autonome (ou okroug autonome, ou territoire autonome) | Автономный округ Автономные округа              | Avtonomny okroug Avtonomnye okrouga                 |
| District fédéral (ou okroug fédéral)                           | Федеральный округ Федеральные округа            | Federalny okroug Federalnye okrouga                 |
| District militaire (ou okroug militaire)                       | Военный округ Военные округа                    | Voïénny okroug Voïénnye okrouga                     |
| Kraï                                                           | Край Края                                       | Kraï Kraïa                                          |
| Oblast                                                         | Область Области                                 | Oblast Oblasty                                      |
| Oblast autonome                                                | Автономная область Автономные области           | Avtonomnaïa oblast Avtonomnye oblasty               |
| Région économique                                              | экономический район экономические районы        | Ekonomitcheski raïon Ekonomitcheskie raïony         |
| République                                                     | Республика Республики                           | Respoublika Respoubliki                             |
| Selsovet (ou selsoviet, ou communauté rurale)                  | Сельсовет Сельсоветы                            | Selsoviet Selsoviety                                |
| Sujet                                                          | Субъект Субъекты                                | Soubïekt Soubïekty                                  |
| Ville                                                          | Город Города                                    | Gorod Goroda                                        |
| Zone urbaine de peuplement (ou commune urbaine)                | Посёлок городского типа Посёлки городского типа | Possiolok gorodskovo tipa Possiolki gorodskovo tipa |

## Résumé
| Rang | Unité                                                                            | Type                                                                          |
| ---- | -------------------------------------------------------------------------------- | ----------------------------------------------------------------------------- |
| 1    | Sujets de la Fédération de Russie                                                | Républiques                                                                   |
| 1    | Sujets de la Fédération de Russie                                                | Kraïs                                                                         |
| 1    | Sujets de la Fédération de Russie                                                | Oblasts                                                                       |
| 1    | Sujets de la Fédération de Russie                                                | Oblast autonome                                                               |
| 1    | Sujets de la Fédération de Russie                                                | Okrougs autonomes                                                             |
| 1    | Sujets de la Fédération de Russie                                                | Villes d'importance fédérale                                                  |
| (1½) | Subordonné à un autre sujet russe                                                | Okrougs autonomes                                                             |
| (1½) | Unités administratives-territoriales à statut spécial (ru)                       | Okrougs                                                                       |
| 2    | Raïons                                                                           | Raïon                                                                         |
| 2    | Raïons                                                                           | Bannières                                                                     |
| 2    | Raïons                                                                           | Oulous                                                                        |
| 2    | Raïons                                                                           | Aïmags                                                                        |
| 2    | Raïons                                                                           | Raïons nationaux (ru)                                                         |
| 2    | Raïons                                                                           | Volosts                                                                       |
| 2    | Ville d'importance de sujet fédéral                                              |                                                                               |
| 2    | Ville d'importance de kraï                                                       |                                                                               |
| 2    | Ville d'importance régionale                                                     |                                                                               |
| 2    | Ville d'importance d'okroug (ru)                                                 |                                                                               |
| 2    | Établissement urbain (ru)                                                        | d'importance de kraï                                                          |
| 2    | Établissement urbain (ru)                                                        | d'importance régionale                                                        |
| 2    | Établissement rural                                                              | d'importance régionale                                                        |
| 2    | Formations administratives-territoriales fermées (ZATO)                          |                                                                               |
| 2    | Okrougs                                                                          | Okrougs                                                                       |
| 2    | Okrougs                                                                          | Arrondissement administratif (ru),                                            |
| 2    | Okrougs                                                                          | Okrougs urbains                                                               |
| 2    | Okrougs                                                                          | Okrougs municipaux                                                            |
| 2    | Territoire intra-urbain d'une ville d'importance fédérale (ru)                   |                                                                               |
| 3    | Villes d'importance républicaine, d'oblast, de kraï comprises dans des raïons    | Villes d'importance républicaine, d'oblast, de kraï comprises dans des raïons |
| 3    | Okroug urbain avec division intra-okroug (ru)                                    |                                                                               |
| 3    | Parcelles                                                                        |                                                                               |
| 3    | Villes Arrondissement de ville russe (ru) (dont arrondissements urbains)         |                                                                               |
| 3    | Arrondissement administratif (ru),                                               |                                                                               |
| 3    | Établissement urbain (ru)                                                        |                                                                               |
| 3    | Établissement rural                                                              |                                                                               |
| 3    | Unités administratives-territoriales des régions de la fédération de Russie (ru) |                                                                               |
| 3    | Municipalité intra-urbaine (ru), Raïons intra-urbains (ru)                       |                                                                               |
| 3    | Raïons                                                                           |                                                                               |
| 3    | Établissements de Moscou (ru)                                                    |                                                                               |
| 4    | Localité                                                                         | Localité                                                                      |